# 유서프 게이트우드
유서프 게이트우드(Yusuf Gatewood, 1982년 9월 12일 ~ )는 미국의 배우, 텔레비전 배우이다.
로스앤젤레스에서 태어났다.

## 영화
- 하우스 앳 더 엔드 오브 더 드라이브 (2014년)
- 인터프리터 (2005년) - 더그 역